# Chi Serpentis
Chi Serpentis (χ Serpentis, förkortat Chi Ser, χ Ser) som är stjärnans Bayerbeteckning, eller 20 Serpentis, är en ensam stjärna belägen i den mellersta delen av stjärnbilden Ormen. Den har en skenbar magnitud på 5,33 och är synlig för blotta ögat där ljusföroreningar ej förekommer. Baserat på parallaxmätning inom Hipparcosuppdraget på ca 14,8 mas, beräknas den befinna sig på ett avstånd på ca 220 ljusår (ca 67 parsek) från solen. År 1966 listades den som en misstänkt spektroskopisk dubbelstjärna, men den antas nu (2019) vara singel.

## Egenskaper
Chi Serpentis är en blå till vit stjärna i huvudserien av spektralklass A2VpMnEu(Sr), som anger att spektret visar onormala överskott av mangan och europium. Den har en massa som är omkring dubbelt så stor som solens massa, en radie som är ca 1,9 gånger större än solens och utsänder ca 26 gånger mera energi än solen från dess fotosfär vid en effektiv temperatur på ca 9 600 K.
Chi Serpentis är en roterande variabel av Alfa2 Canum Venaticorum-typ (ACV). Den har en skenbar magnitud av +5,33 och varierar med en amplitud av 0,03 magnituder och en period av 1,59584 dygn. Variationsmönstret i spektret tyder på att det finns regioner av förhöjd nivå av strontium, krom, järn, titan och magnesium på stjärnans yta. Den genomsnittliga kvadratiska styrkan hos ytans magnetfält är (859,1 ± 712,3) × 10-4 T.